# Jornal das Senhoras
Jornal das Senhoras foi uma publicação ilustrada que tratava sobre moda, literatura, belas-artes, teatro e crítica e fundada em 1852 na Bahia por Juana Manso de Noronha e continuada por Violante Bivar e Gervásia Numésia Píres. O Jornal das Senhoras circulou de 1852 a 1855, com 209 publicações.
Juana Manso, nascida em Buenos Aires, Argentina, mas naturalizada como brasileira, é a primeira mulher brasileira na direção do primeiro periódico feminino.
Durante os anos de publicação, o periódico sofreu críticas e certas oposições, visto que o periódico não tratava somente sobre moda e cultura, mas também sobre o desenvolvimento do pensamento crítico por parte de suas leitoras.